# Пол Свеглік
Пол Свеглік (англ. Paul Svehlik, 15 квітня 1947) — британський хокеїст на траві.